# Rytikaarre
Rytikaarre är en ö i Finland. Den ligger i sjön Lentua och i kommunen Kuhmo i den ekonomiska regionen  Kehys-Kainuu  och landskapet Kajanaland, i den centrala delen av landet, 500 km nordost om huvudstaden Helsingfors. Öns area är 84,6 hektar och dess största längd är 1,7 kilometer i sydöst-nordvästlig riktning.